# Moniteur fédéral 1er degré Associé

Le moniteur fédéral 1er degré associé (MF1A) est un plongeur titulaire du troisième niveau d'encadrement (E3) de la FFESSM. Contrairement au Moniteur fédéral 1er degré (MF1) il ne doit pas passer d'examen FFESSM pour être reconnu comme encadrant, car il est au préalable en possession du titre de moniteur 2 étoiles de la Confédération mondiale des activités subaquatiques (CMAS). Il s'agit donc d'une intégration d'encadrants CMAS dans le dispositif FFESSM (voir conditions de candidature ci-dessous et procédure officielle) sur la base de titres existants.

## Prérogatives
Les prérogatives sont identiques à celles du Moniteur fédéral 1er degré :
- Assumer les fonctions de directeur de plongée en toutes conditions.
- Signer les carnets de plongée
- Valider les épreuves des brevets de plongeur niveau I à niveau III.
- Valider les épreuves des brevets de plongeur bronze, argent et or (plongée enfant).
- Signer les aptitudes des candidats au brevet de guide de palanquée (ancien N4).
- Valider les qualifications de plongeur niveau V - directeur de plongée en exploration.
- Devenir moniteur Nitrox si en possession de la qualification de plongeur Nitrox confirmé
- Valider les compétences 1, 2, 3, 4, et 7 du RIFAP (réactions et interventions face aux accidents de plongée)
- Être membre des jurys de niveau IV et initiateur (à deux MF1 sur les épreuves physiques, en doublons avec un MF2 sur les épreuves pédagogiques)
- Valider l'aptitude UC 8 Maîtrise de la remontée d’un plongeur en difficulté de –25m des stagiaires pédagogiques MF1

L'activité d'un MF1A est uniquement bénévole. En France, pour être rémunéré, il faut être titulaire d'un brevet d'État 1er degré (BEES 1), qui possède les mêmes prérogatives que ci-dessus.

### Conditions de candidature
- Être détenteur d'une licence de la FFESSM depuis deux années pleines
- Être francophone.
- Être détenteur du brevet moniteur CMAS 2 étoiles obtenu par formation pleine et entière auprès d'un organisme CMAS (à l'exclusion de EDA et TDIF)
- Être détenteur du RIFAP.
- Être en possession d'un certificat médical de non contre indication à la pratique et l'enseignement de la plongée en scaphandre délivré par un médecin de la FFESSM ou un médecin titulaire du CES de médecine sportive datant de moins de 1 an.
- Être recommandé par le président du club d'appartenance

Il n'y a pas d'examen car il s'agit d'une validation d'équivalence pour permettre à des moniteurs formés à l'étranger d'enseigner bénévolement sur le territoire français. La CTR et la CTN valident les candidatures. Une fois la validation effectuée le candidat bénéficie des mêmes prérogatives que les MF1 formes par la FFESSM.